# Dunga
Carlos Caetano Bledorn Verri poznat kao Dunga (Ijuí, Brazil, 31. listopada 1963.) je brazilski nogometni trener i umirovljeni nogometaš koji je s Brazilom 1994. osvojio naslov svjetskog prvaka na SP-u u SAD-u. Četiri godine bio je trener Brazilske nogometne reprezentacije, ali je nakon neuspjeha na Svjetskom prvenstvu u Južnoafričkoj Republici 2010. dobio otkaz. Uz Xavija jedini je igrač koji je nastupio na svjetskom nogometnom prvenstvu, olimpijskim igrama, kupu konfederacija te u prvenstvu kontinenata. U 2014. godini je ponovno postao izbornik Brazila.

## Karijera

### Klupska karijera
Dunga je karijeru započeo 1980. u Internacionalu. Najviše utakmica odigrao je za Fiorentinu ukupno 124 te je postigao osam pogodaka. Ukupno je igrao u 10 klubova. Profesionalnu karijeru završio je 2000. godine u klubu gdje je i započeo karijeru Internacionalu.

### Reprezentativna karijera
Dunga je članom reprezentacije Brazila postao 1987. godine, te je tri puta sudjelovao na Svjetskim prvenstvima, a 1994. osvojio je naslov svjetskog prvaka na prvenstvu u SAD-u. Za reprezentaciju je igrao 13 godina te je odigrao 91 utakmica i postigao šest pogodaka.

## Uspjesi

### Igračka karijera
Internacional
- Rio Grande do Sul državna liga: 1982., 1983., 1984.

Vasco da Gama
- Rio de Janeiro državna liga: 1987.
- Guanabara Cup: 1986.

Júbilo Iwata
- Japanska prva nogometna liga: 1997.

Brazil U-20
- Svjetsko juniorsko prvenstvo u nogometu: 1983.
- Južnoameričko juniorsko prvenstvo: 1983.

Brazilska nogometna reprezentacija
- Svjetsko prvenstvo u nogometu: Svjetsko prvenstvo u nogometu – SAD 1994.
- FIFA Konfederacijski kup: 1997.
- Copa América: 1989., 1997.
- Južnoamerički predolimpijski turnir: 1984,

## Vanjske poveznice
- Službena stranica